# Barleber See (Magdeburg)

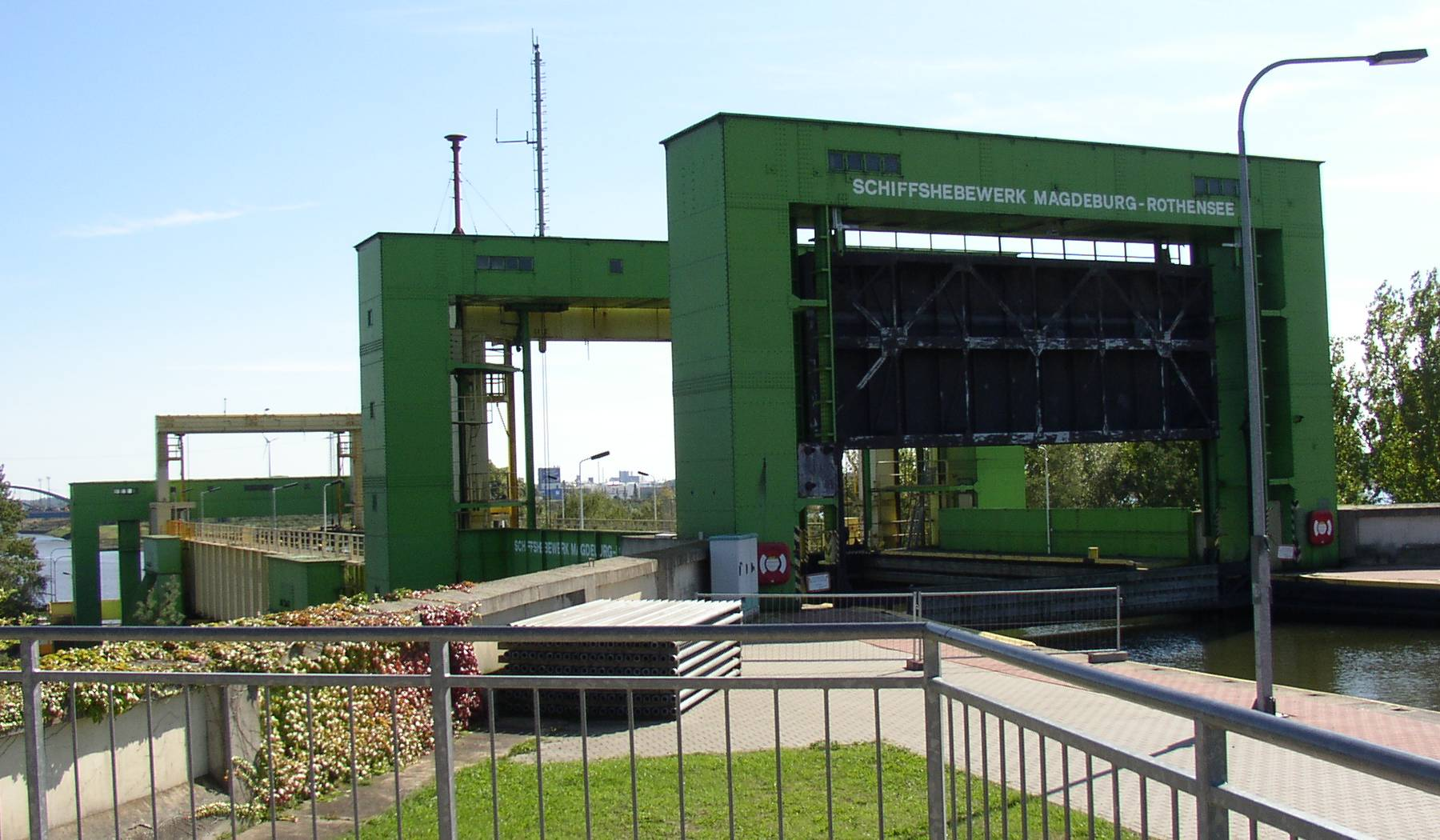
Schiffshebewerk

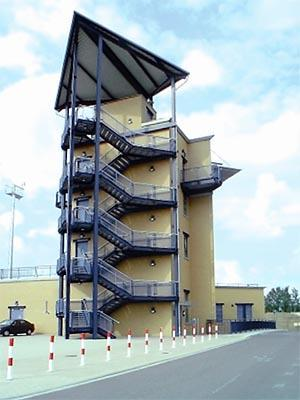
Besucherplattform der Sparschleuse

Barleber See ist der nördlichste Stadtteil Magdeburgs, der Landeshauptstadt Sachsen-Anhalts.

## Bevölkerung und Lage
Auf einer Fläche von 5,4147 km² leben 82 Menschen (Stand 31. Dezember 2023) mit ihrem Hauptwohnsitz. Im Süden wird der Stadtteil durch die Bundesautobahn 2 und im Norden durch den Mittellandkanal begrenzt. Westlich grenzt die Gemeinde Barleben, östlich die Stadt Wolmirstedt an.
Geprägt wird der Stadtteil durch die Seen Barleber See I und Barleber See II, denen der Stadtteil auch seinen Namen verdankt und die mit 1,749 km² einen großen Teil der Fläche des Stadtteils einnehmen. Durch den Stadtteil fließt auch die Schrote, die hier die Kleine Sülze und Große Sülze aufnimmt.
Eine einheitliche Siedlungsstruktur und einen eigenen Ortskern hat der Stadtteil nicht. Ganz im Osten des Stadtteils befindet sich die Siedlung Schiffshebewerk, deren östlicher Teil bereits zu Wolmirstedt gehört. Um den Barleber See I entstanden der Naherholung dienende Ansiedlungen. Nördlich des Sees die Anglerkolonie Barleber See mit etwa 170 Bungalows und südlich das Naherholungszentrum Am Barleber See mit weiteren 70 Bungalows. Östlich des Sees befindet sich ein Campingplatz mit 625 Plätzen für Dauercamper, was ungefähr 1.500 Personen entspricht und 250 weiteren Plätzen für Urlauber und Durchreisende (Stand 2003).

## Geschichte
Mit dem Bau der Autobahn und des Mittellandkanals in den 1920er- und 1930er-Jahren entstand wegen des hier erfolgten Kiesabbaus zunächst der Barleber See I. Im östlichsten Teil des heutigen Stadtteils entstand das 1938 fertiggestellte Schiffshebewerk Rothensee, welches den Mittellandkanal mit der Elbe verbindet. In diesem Zusammenhang entstand auch die Siedlung Schiffshebewerk. Der Barleber See I wurde nach dem Ende des Kiesabbaus zum Naherholungszentrum. Der Kiesabbau wurde weiter östlich fortgesetzt und führte zur Entstehung des Barleber See II. Hier wird noch heute Kies gefördert.
In den 1990er-Jahren wurde das Wasserstraßenkreuz Magdeburg gebaut, dessen westlicher Teil, insbesondere die Sparschleuse Rothensee sich auf dem Gebiet des Stadtteils befindet.
Im März 2020 beschloss der Magdeburger Stadtrat, das Gelände des Naherholungszentrums Barleber See bis 2023 umzugestalten. Es sollen u. a. neue Spielflächen für Kinder und acht Volleyballfelder entstehen.
Die im Stadtteil vorhandenen Kulturdenkmale sind im örtlichen Denkmalverzeichnis aufgeführt.

## Wirtschaft und ÖPNV
Durch das Wasserstraßenkreuz und die Naherholung rund um den Barleber See I hat der Tourismus neben der Kiesgewinnung eine gewisse Bedeutung. Mit dem Haltepunkt Magdeburg-Barleber See im Westen ist der Stadtteil an die S-Bahn Mittelelbe angeschlossen. Er wird nur saisonal von Mai bis September bedient. Die Linie 10 der Straßenbahn Magdeburg endet ganzjährig in der Nähe des Barleber Sees.